# Wilhelm Schröder (Fotograf)
Wilhelm Schröder (* 1869 in Garwitz; † 1947) war ein deutscher Fotograf.

## Leben und Wirken
Wilhelm Schröder wurde als Sohn eines Kleinbauern geboren und lebte ab 1906 in Grevesmühlen, wo er als Musiklehrer und Musiker arbeitete.
Schröder war kein ausgebildeter Fotograf, sondern ein passionierter und versierter Freizeitfotograf, der seine fotografischen Kenntnisse als Möglichkeit des Zuverdienstes nutzte. Er zog ab 1909 über Land und zeigte seine Diaschauen gegen Bezahlung – eingebettet in Vorträge mit Musikbegleitung.
Seine Bilder gerieten für fast hundert Jahre in Vergessenheit. Zwischen 2002 und 2014 wurden mehrere Kästen mit insgesamt 363 Dias entdeckt und vom Mecklenburgischen Volkskundemuseum Schwerin-Mueß erworben.
Trotz der Einfachheit und Beschaulichkeit der Motive zeigen die Bilder Schröders ein authentisches Bild vom Leben in Mecklenburg um 1900.
Auch der von ihm benutze Projektor ist noch original erhalten.